# Drăgoești (Vâlcea)
Drăgoeşti é uma comuna romena localizada no distrito de Vâlcea, na região de Oltênia. A comuna possui uma área de 28.58 km² e sua população era de 2235 habitantes segundo o censo de 2007.